# Відновлення державної незалежності України (1990—1991)
Відновлення незале́жності Украї́ни — шлях, що пройшов український народ від Декларації про державний суверенітет (16 липня) до фактичного відновлення незалежності держави, що отримала офіційну назву — Україна, проголошення Акту її незалежності (24 серпня), підтвердження цих законодавчих рішень на Всеукраїнському референдумі з обранням Президента України. Формування легітимного переходу всієї повноти влади денонсацією союзних угод про утворення СРСР (співзасновником якого була УРСР), пов'язаних розпадом СРСР. 
Період від формування законодавства на проголошення державності, її символів та систем функціонування її народного господарства, армії тощо, закладених Декларацією про державний суверенітет.

## Передісторія
- 1649 — заснування Гетьманщини. Ліквідована Російською імперією.
- 13 грудня 1917 — проголошення незалежності Кримської Народної Республіки. Ліквідована більшовицькою Росією.
- 22 січня 1918 — проголошення незалежності Української Народної Республіки. Окупована більшовицькою Росією.
- 16 лютого 1918 — проголошення незалежності Кубанської Народної Республіки. Ліквідована більшовицькою Росією.
- 19 жовтня 1918 — проголошення незалежності Західноукраїнської Народної Республіки. Окупована Польською Республікою.
- 15 березня 1939 — проголошення незалежності Карпатської України. Ліквідована Угорським королівством.
- 30 червня 1941 — проголошення відновлення незалежності Української держави. Ліквідована німецьким Третім Рейхом.

## Події
Суспільно-політичні процеси оновлення, розпочаті в СРСР горбачовською перебудовою, стримувалися консервативними силами, які знаходили підтримку частини суспільства. Зокрема, УРСР наприкінці 1980-х років за динамікою розгортання національно-демократичного руху відставала не тільки від радянського центру, а й від прибалтійських та південнокавказьких республік. Тим самим створювалася реальна загроза руху назад — компартійна еліта не зважувалася на самостійну політичну лінію та займала вичікувальну позицію. Проте цей стан речей вже не влаштовував українське суспільство, яке відчуло подих свободи.

### Перші демократичні вибори (1990)
Нова суспільна тенденція проявилася в ході виборів до Верховної Ради УРСР у березні 1990 року. Це були перші вибори на реальних, а не формальних демократичних засадах, хоча на користь кандидатів від Комуністичної партії України (КПУ) були задіяні адміністративний ресурс та ЗМІ, які в абсолютній більшості залишалися підконтрольними державі. Ознакою демократичності виборів, що проходили за мажоритарною системою, стала надзвичайно висока конкуренція між кандидатами, яким доводилося вести жорсткі дебати — цим вони принципово відрізнялися від радянської рутини підтвердження статусу народних обранців, призначених комуністичною партією.
За підсумками виборів в інших радянських республіках опозиція отримала вагомі результати, тоді як в УРСР безумовну перемогу здобула КПУ, яка і сформувала конституційну більшість. Однак проходження у парламент 111 депутатів (із 442-х) від опозиційного «Демократичного блоку» свідчило, що зрушення відбуваються і в українській громадянській думці. Ще одним доказом цього стало оновлення персонального складу Верховної Ради на 90 %. Нарешті, кардинально новим феноменом стало те, що й після обрання депутати перебували у полі постійної уваги виборців, які жваво цікавилися тим, яку політику відстоює їхній обранець у парламенті.
Новообрана Верховна Рада розпочала роботу 15 травня і відразу перетворилася на центр політичного життя республіки. Зокрема, її сесії почали тривати 60 днів замість кількох, як це було у попередній період, коли від цього органу державної влади вимагалося лише формальне схвалення рішень компартійного уряду. Опозиція створила об’єднання «Народна рада», до якого ввійшли 125 депутатів, і контролювала сім із 23-х парламентських комітетів. В умовах дедалі більшого зростання політичної активності мас навіть цих малих сил вистачало, щоб домагатися поступок від компартійної більшості з національно-культурних та політичних питань. Наприклад, використовуючи норму регламенту про те, що для кворуму необхідна присутність двох третин від кількості депутатів, опозиція могла домагатися своїх цілей погрозами бойкоту засідань.

### Декларація про державний суверенітет (1990)
16 липня 1990 року Верховною Радою Української PCP була прийнята Деклара́ція про́ держа́вний сувереніте́т Украї́ни. Це була не перша декларація такого типу у СРСР.
- 11 березня 1990 року Литва проголосила свою незалежність від СРСР.
- 12 червня 1990 року була прийнята Декларація про державний суверенітет РРФСР.

Перебуваючи під тиском суспільних настроїв, 16 липня 1990 р. на з'їзді КПУ прийняла резолюцію «Про державний суверенітет Української РСР». Оскільки більшість у Верховній Раді УРСР формально складали комуністи, того ж дня депутати Верховної Ради УРСР прийняли Декларацію на виконання резолюції з'їзду.
Проте Декларація про державний суверенітет України далеко випередила декларацію Росії та резолюцію КПУ. Це фактично була програма побудови незалежної держави.
Практично всі положення Декларації суперечили чинній на той час Конституції УРСР. Але заключним в Декларації стало положення про те, що принципи Декларації про суверенітет України будуть використані для укладення нового союзного договору.

### Спроба державного перевороту у СРСР (ДКНС)
19 серпня 1991 року з метою повернення суспільства до попередніх порядків була здійснена спроба державного заколоту. Його ініціятори — представники вищого державного керівництва СРСР — заявили, що у зв'язку з начебто хворобою Президента СРСР М. Горбачова його обов'язки виконуватиме Г. Янаєв, а країною керуватиме Державний комітет з надзвичайного стану (ДКНС, рос. ГКЧП — Государственный комитет по чрезвычайному положению).
ДКНС оголосив про запровадження на пів року в окремих районах СРСР надзвичайного стану. Призупинялася діяльність всіх політичних партій, окрім КПРС, громадських організацій і рухів демократичного спрямування, заборонялися мітинги, демонстрації, страйки, запроваджувалася жорстка цензура над засобами масової інформації, призупинявся вихід газет, крім кількох лояльних до ДКНС. У Москві, де відбувалися головні події, було запроваджено комендантську годину, виведено на вулиці та майдани війська.
Вранці того ж дня у Києві представник ДКНС генерал В. Варенников, зібравши командирів військових частин гарнізону міста, наказали виконувати всі розпорядження ДКНС, ультимативно зажадали підтримки ДКНС з боку Верховної Ради та уряду республіки. Керівництво Компартії України направило на місця шифротелеграму із завданням партійним комітетам всіляко сприяти діям ДКНС. Лояльність щодо нього виявила більшість облвиконкомів республіки та керівництво Кримської АРСР.
Голова Верховної Ради УРСР Л. Кравчук у своєму виступі по республіканському радіо закликав громадян до спокою і витримки, запропонував зосередитися на розв'язанні найважливіших проблем повсякденного життя, заявивши, що відповідні оцінки і висновки зробить Верховна Рада України та її Президія. Президія Верховної Ради УРСР лише ввечері 20 серпня прийняла заяву, в якій зазначалося, що постанови ДКНС, поки це питання не вирішить Верховна Рада України, не мають юридичної сили на території УРСР.
Якщо реакція керівництва республіки на події у Москві була загалом стриманою, то опозиційні сили від самого початку заколоту зайняли принципову позицію, розуміючи, чим загрожує Україні перемога ДКНС. 19 серпня 1991 р. Народний Рух України закликав співвітчизників не підкорятися волі заколотників, створювати структури активного опору, вдатися до всеукраїнського страйку. 20 серпня Народна Рада — організована опозиція в республіканському парламенті — засудила державний заколот і закликала підтримати керівництво Росії у протистоянні з ним. 19–22 серпня 1991 р. масові мітинги-протести проти дій заколотників відбулися у Києві, Львові, Харкові, Донецьку, інших містах України. Так, в м. Донецьку 19 серпня 1991 року НРУ організував пікетування Донецької міськради з вимогою визнання діяльності ДКНС (ГКЧП — рос.) злочинною і антиконституційною. В Донецькій міськраді РУХ організував Штаб спротиву ДКНС. Під впливом РУХу 20 серпня зібрана позачергова сесія депутатів міста Донецька, якою дії ДКНС засуджені і оприлюднено звернення до народу, Уряду і парламенту України дотримуватись в Україні конституційного ладу і Декларації про незалежність України.
Головні події розгорнулися у Москві. Центром опору стала Верховна Рада РРФСР, навколо якої зібралися тисячі захисників демократії, було зведено барикади. Опір ДКНС очолив Президент Російської Федерації Б. Єльцин. На його заклик, десятки тисяч людей вийшли на вулиці столиці й перекрили бронетехніці та військам шлях до будинку Верховної Ради РРФСР. Серед захисників демократії в Москві було чимало українців. Над барикадами, поруч з іншими, майорів і український синьо-жовтий прапор.
Рішучий опір заколотникам з боку тисяч громадян, що заполонили центр Москви, дії керівництва РРФСР на чолі з Б. Єльциним, вагання військ, перехід окремих військових частин на бік демократичних сил, нерішучість самого ДКНС спричинили ганебний провал заколоту 22 серпня 1991 р. Радянський період в історії країни завершився.
Провал заколоту мав катастрофічні наслідки для КПРС, діяльність якої відразу ж було заборонено. 30 серпня Президія Верховної Ради України заборонила діяльність Компартії України як складової частини КПРС.
Після цього Президент СРСР М. Горбачов, який у дні заколоту був ізольований путчистами на південному березі Криму, стрімко втрачав владу. Різко посилювалася діяльність керівництва Російської Федерації, яке відіграло ключову роль у придушенні заколоту. Союзні органи влади були паралізовані. Виникли сприятливі обставини для здобуття незалежності союзними республіками з-під радянської окупації.

## Акт проголошення незалежності
24 серпня 1991 р. о 17:55 Верховна Рада України прийняла Історичний документ виняткового значення для долі українського народу — Акт проголошення незалежності України. У ньому зазначалося: 
|  | Виходячи із смертельної небезпеки, яка нависла була над Україною в зв'язку з державним переворотом в СРСР 19 серпня 1991 року, продовжуючи тисячолітню традицію державотворення в Україні, виходячи з права на самовизначення, передбаченого Статутом OOH та іншими міжнародно-правовими документами, здійснюючи Декларацію про Державний суверенітет України, Верховна Рада Української Радянської Соціалістичної Республіки урочисто проголошує незалежність України та створення самостійної Української держави — України. Територія України є неподільною і недоторканою. Віднині на території України мають чинність винятково Конституція і закони України. Цей акт набирає чинності з моменту його схвалення. Верховна Рада України. |

За Акт проголосувала абсолютна більшість депутатів Верховної Ради. УРСР перестала існувати. На геополітичній карті світу постала нова самостійна держава — Україна.

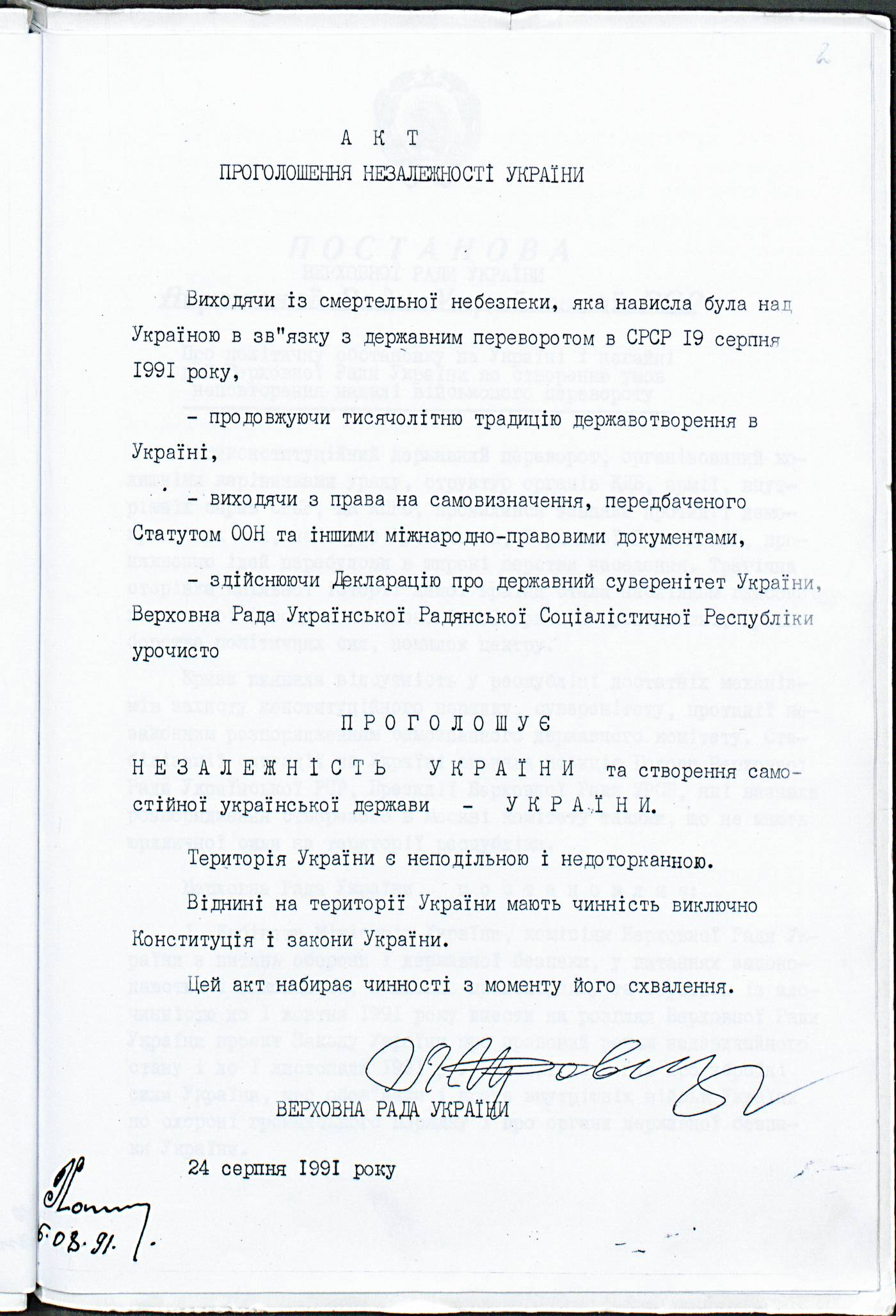
Акт проголошення незалежності України
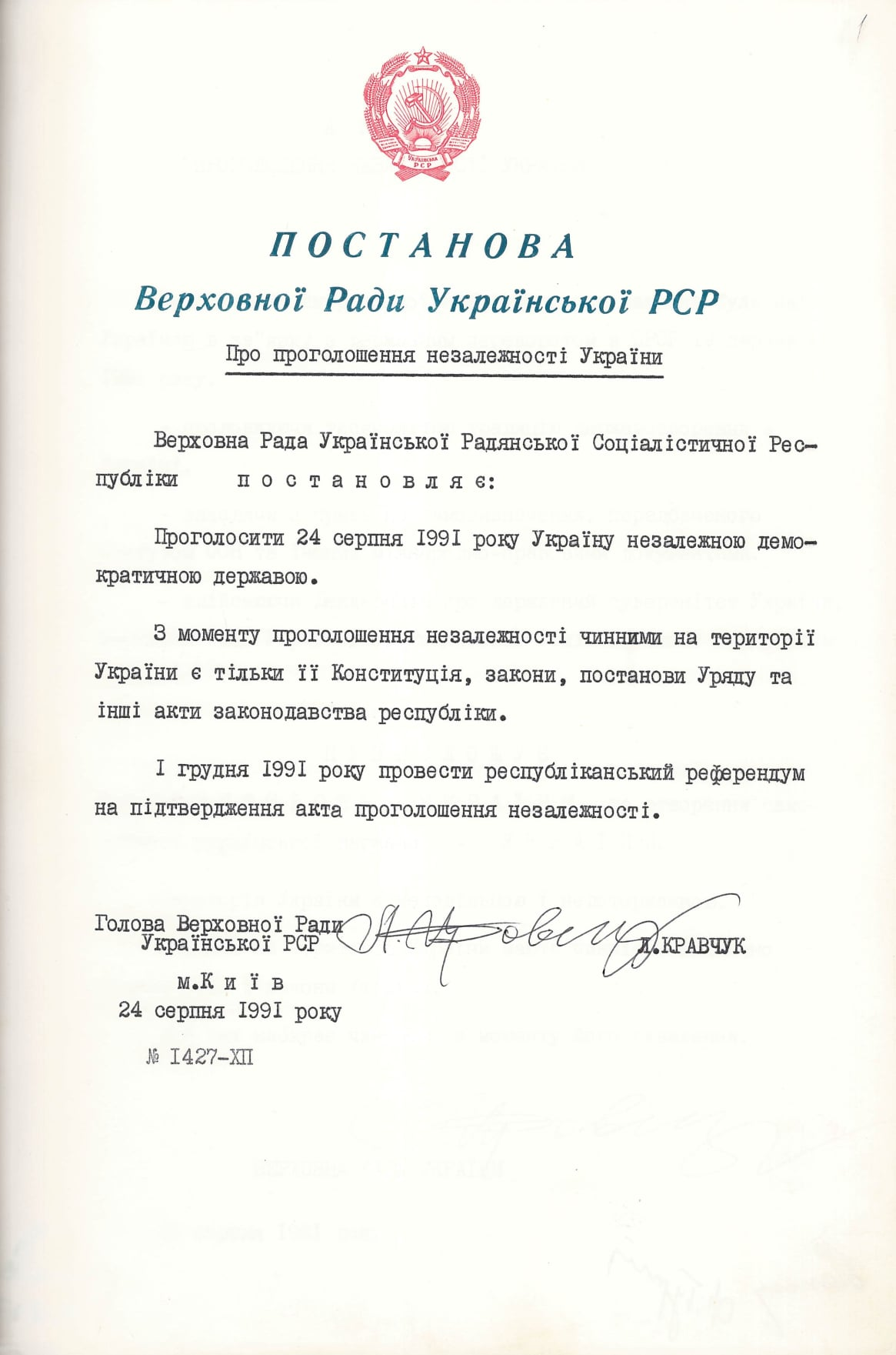
Постанова Верховної Ради України про проголошення незалежності України

## Питання правонаступництва
Закон України «Про правонаступництво України» від 12 вересня 1991 р. проголосив Україну правонаступницею УРСР і частково правонаступницею СРСР.
22 серпня 1992 року Микола Плав'юк, останній Президент УНР в екзилі (1989—1992), урочисто передав президенту України Леоніду Кравчуку відповідні повноваження та регалії: 
| Складаючи свої повноваження, ми заявляємо, що проголошена 24 серпня і утверджена 1 грудня 1991 року народом України Українська Держава продовжує державно-національні традиції УНР і є правонаступницею Української Народної Республіки. |
Але питання правонаступництва України від УНР є символічним і неврегульоване законами України. День 22 серпня 1992 року майже ніколи не згадується.

## Референдум

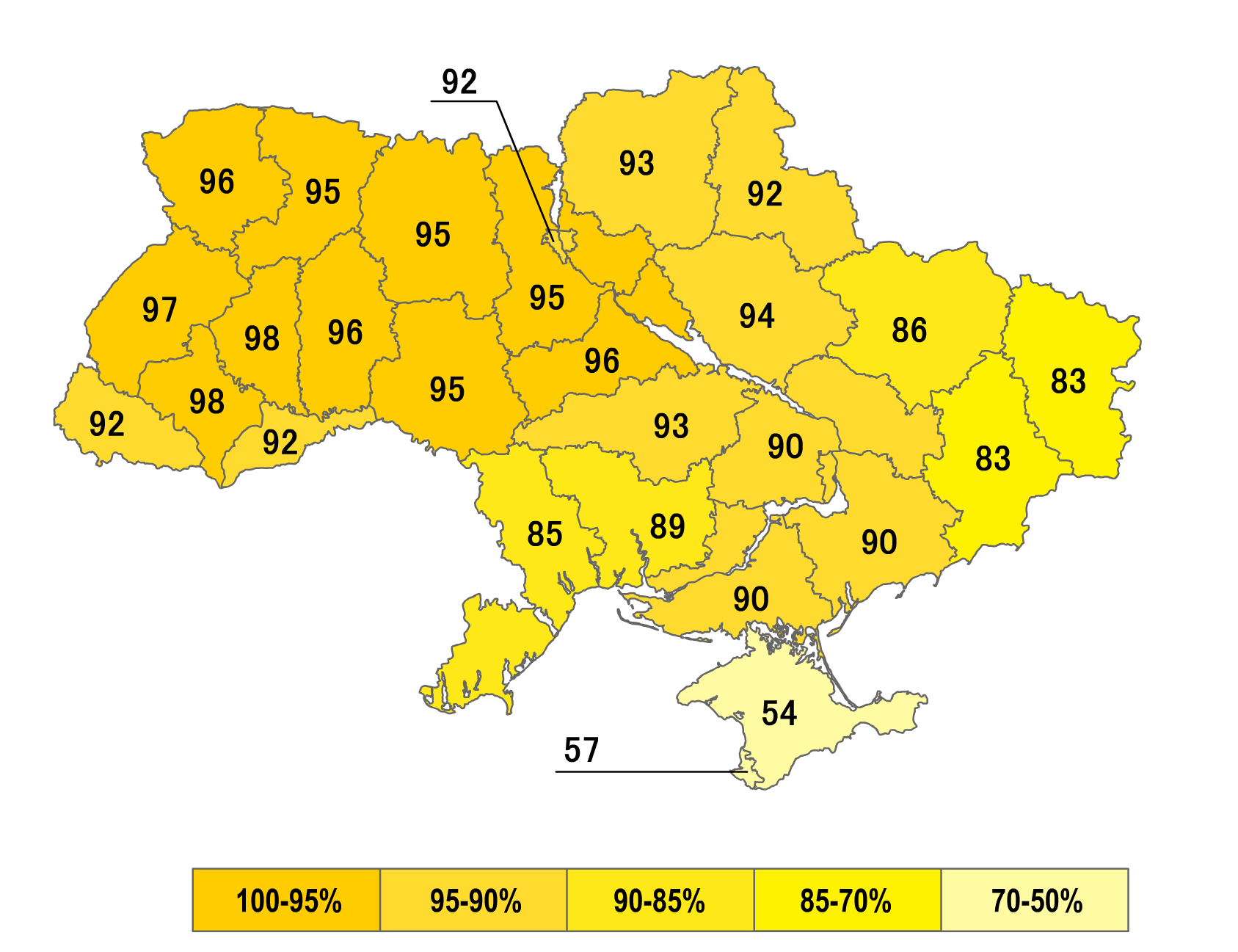
Підтримка Акту незалежності по регіонах першого рівня у відсотках.

На підтвердження Акту проголошення незалежності, Верховна Рада України вирішила провести 1 грудня 1991 р. республіканський референдум. Він був потрібен, щоб нейтралізувати політичні спекуляції противників української незалежності, особливо у східних і південних областях республіки, які заявляли, що народ буцімто не підтримує Акт про незалежність. Союзне керівництво на чолі з президентом СРСР М. Горбачовим, не втрачаючи надій на укладення нового союзного договору, вело активну роботу в цьому напрямі. Крім того, світове співтовариство не поспішало з визнанням самостійності України, вичікуючи, як розгортатимуться події. На всеукраїнському референдумі кожен громадянин мав чітко відповісти «Так, підтверджую», або «Ні, не підтверджую» на запитання: «Чи підтверджуєте Ви Акт проголошення незалежності України?»
З 37 885,6 тис. громадян України, котрі були внесені до списків для таємного голосування, взяли участь у голосуванні 31 891,7 тис. (84,18 %). З них позитивно відповіли 28 804,1 тис. виборців (90,32 %). Зокрема, у Криму відповіли на запитання референдуму «Так, підтверджую» 54,19 % громадян, у Севастополі — 57,07 %; у Донецькій, Луганський, Одеській, Харківській областях підтвердили Акт про незалежність понад 80 % виборців; в Івано-Франківській, Львівській, Тернопільській, Волинській, Рівненській, Житомирській, Київській, Хмельницькій, Черкаській, Вінницькій областях за незалежність проголосувало понад 95 %, у решті областей — понад 90 % громадян.
| Так     | Ні     | Недійсні |
| ------- | ------ | -------- |
| 90,32 % | 7,58 % | 2,10 %   |

За результатами референдуму вже ні в кого не могло бути сумніву, чи український народ хоче мати свою самостійну державу. Втретє за 350 років від Визвольної війни середини XVII століття Україна здобула самостійність. Головним завданням стало збереження незалежності й суверенності Української держави, недопущення помилок, зроблених на двох попередніх етапах існування державності, — у середині XVII ст. і в 1917—1920 рр.

## Формування (утвердження) атрибутів державності
24 серпня 1991 р. вона офіційно отримала назву — Україна, що відповідає історичній традиції. Розпочався процес утвердження атрибутів державності, без яких не існує суверенних держав.
4 вересня 1991 р. над куполом будинку Верховної Ради замайорів національний синьо-жовтий український прапор, а 28 січня 1992 р. він отримав статус державного.
15 січня 1992 р. державним гімном України стала музика композитора М. Вербицького на слова П. Чубинського «Ще не вмерла Україна».
19 лютого 1992 р. Верховна Рада затвердила тризуб як малий герб України. Національна символіка перетворилася на державну.

## Визнання України і встановлення дипломатичних зв'язків
Незалежність України була визнана всіма колишніми радянськими республіками, світовим співтовариством. Свою незалежність Україна здобула за винятково сприятливого збігу внутрішніх та зовнішніх обставин.
Одначе ж, визнання незалежності України почалося з грудня 1991 року, коли було проведено референдум та обрано першого президента. Всього за період з грудня 1991 року до 27 вересня 2003 року Україну визнала 171 держава. 
| Дата       | Держава                          |
| ---------- | -------------------------------- |
| 02.12.1991 | Польща                           |
| 02.12.1991 | Канада                           |
| 03.12.1991 | Угорщина                         |
| 04.12.1991 | Латвія                           |
| 04.12.1991 | Литва                            |
| 05.12.1991 | Аргентина                        |
| 05.12.1991 | Болівія                          |
| 05.12.1991 | Болгарія                         |
| 05.12.1991 | Росія                            |
| 05.12.1991 | Хорватія                         |
| 06.12.1991 | Куба                             |
| 08.12.1991 | Чехословаччина                   |
| 09.12.1991 | Естонія                          |
| 11.12.1991 | Словенія                         |
| 12.12.1991 | Грузія                           |
| 16.12.1991 | Туреччина                        |
| 18.12.1991 | Швеція                           |
| 18.12.1991 | Норвегія                         |
| 20.12.1991 | Киргизстан                       |
| 20.12.1991 | Туркменістан                     |
| 21.12.1991 | Сьєрра-Леоне                     |
| 23.12.1991 | Казахстан                        |
| 23.12.1991 | Коста-Рика                       |
| 23.12.1991 | Ліхтенштейн                      |
| 23.12.1991 | Швейцарія                        |
| 24.12.1991 | Афганістан                       |
| 24.12.1991 | Лівія                            |
| 24.12.1991 | Монголія                         |
| 25.12.1991 | Вірменія                         |
| 25.12.1991 | Ізраїль                          |
| 25.12.1991 | Іран                             |
| 25.12.1991 | Мексика                          |
| 25.12.1991 | США                              |
| 25.12.1991 | Таджикистан                      |
| 25.12.1991 | Туніс                            |
| 26.12.1991 | Австралія                        |
| 26.12.1991 | Бразилія                         |
| 26.12.1991 | Індія                            |
| 26.12.1991 | Німеччина                        |
| 26.12.1991 | Перу                             |
| 26.12.1991 | Північна Корея                   |
| 26.12.1991 | Таїланд                          |
| 26.12.1991 | Уругвай                          |
| 27.12.1991 | Алжир                            |
| 27.12.1991 | Білорусь                         |
| 27.12.1991 | В'єтнам                          |
| 27.12.1991 | Камбоджа                         |
| 27.12.1991 | КНР                              |
| 27.12.1991 | Кіпр                             |
| 27.12.1991 | Молдова                          |
| 27.12.1991 | Франція                          |
| 28.12.1991 | Індонезія                        |
| 28.12.1991 | Італія                           |
| 28.12.1991 | Йорданія                         |
| 28.12.1991 | Оман                             |
| 28.12.1991 | Сирія                            |
| 28.12.1991 | Японія                           |
| 29.12.1991 | Бангладеш                        |
| 30.12.1991 | Замбія                           |
| 30.12.1991 | Ліван                            |
| 30.12.1991 | Марокко                          |
| 30.12.1991 | Намібія                          |
| 30.12.1991 | Південна Корея                   |
| 30.12.1991 | Фінляндія                        |
| 31.12.1991 | Бельгія                          |
| 31.12.1991 | Велика Британія                  |
| 31.12.1991 | Греція                           |
| 31.12.1991 | Данія                            |
| 31.12.1991 | Ірландія                         |
| 31.12.1991 | Іспанія                          |
| 31.12.1991 | Люксембург                       |
| 31.12.1991 | Малайзія                         |
| 31.12.1991 | Нідерланди                       |
| 31.12.1991 | Пакистан                         |
| 01.01.1992 | Ірак                             |
| 01.01.1992 | Панама                           |
| 02.01.1992 | Еквадор                          |
| 02.01.1992 | Ефіопія                          |
| 02.01.1992 | Лаос                             |
| 02.01.1992 | Палестина                        |
| 03.01.1992 | Єгипет                           |
| 03.01.1992 | Непал                            |
| 03.01.1992 | Сінгапур                         |
| 04.01.1992 | Албанія                          |
| 04.01.1992 | Узбекистан                       |
| 05.01.1992 | Бахрейн                          |
| 05.01.1992 | Ємен                             |
| 05.01.1992 | Малі                             |
| 06.01.1992 | Бурунді                          |
| 06.01.1992 | Джибуті                          |
| 07.01.1992 | Португалія                       |
| 08.01.1992 | Гаяна                            |
| 08.01.1992 | Румунія                          |
| 09.01.1992 | Бенін                            |
| 09.01.1992 | Венесуела                        |
| 09.01.1992 | Чилі                             |
| 10.01.1992 | Габон                            |
| 10.01.1992 | Гвінея                           |
| 15.01.1992 | Австрія                          |
| 15.01.1992 | Ямайка                           |
| 16.01.1992 | Буркіна-Фасо                     |
| 16.01.1992 | Кабо-Верде                       |
| 17.01.1992 | Екваторіальна Гвінея             |
| 19.01.1992 | Ісландія                         |
| 20.01.1992 | ОАЕ                              |
| 22.01.1992 | Філіппіни                        |
| 24.01.1992 | Лесото                           |
| 06.02.1992 | Азербайджан                      |
| 07.02.1992 | Руанда                           |
| 08.02.1992 | Ватикан                          |
| 11.02.1992 | Ботсвана                         |
| 12.02.1992 | Шрі-Ланка                        |
| 13.02.1992 | Уганда                           |
| 14.02.1992 | ПАР                              |
| 27.02.1992 | Нова Зеландія                    |
| 04.03.1992 | Мадагаскар                       |
| 05.03.1992 | Мальта                           |
| 09.03.1992 | Зімбабве                         |
| 11.03.1992 | Нігерія                          |
| 17.03.1992 | Мозамбік                         |
| 25.03.1992 | Республіка Конго                 |
| 01.04.1992 | Парагвай                         |
| 20.04.1992 | Боснія та Герцеговина            |
| 22.04.1992 | Гана                             |
| 25.04.1992 | Судан                            |
| 25.04.1992 | Югославія                        |
| 27.05.1992 | Колумбія                         |
| 02.06.1992 | Сенегал                          |
| 08.06.1992 | Маврикій                         |
| 08.06.1992 | Танзанія                         |
| 17.06.1992 | Камерун                          |
| 30.09.1992 | Мавританія                       |
| 20.10.1992 | Кот-д'Івуар                      |
| 25.10.1992 | Сальвадор                        |
| 26.10.1992 | Гватемала                        |
| 30.11.1992 | Нікарагуа                        |
| 10.01.1993 | Чад                              |
| 27.01.1993 | Антигуа і Барбуда                |
| 24.03.1993 | Мальдіви                         |
| 13.04.1993 | Барбадос                         |
| 13.04.1993 | Катар                            |
| 15.04.1993 | Саудівська Аравія                |
| 18.04.1993 | Кувейт                           |
| 06.05.1993 | Кенія                            |
| 07.06.1993 | Коморські Острови                |
| 23.07.1993 | Македонія                        |
| 10.11.1993 | Того                             |
| 20.12.1993 | Еритрея                          |
| 15.04.1994 | Союзна Республіка Югославія      |
| 30.09.1994 | Ангола                           |
| 30.09.1994 | Сейшельські Острови              |
| 14.06.1995 | Центральноафриканська Республіка |
| 30.10.1995 | Сан-Марино                       |
| 22.12.1995 | Маршаллові Острови               |
| 19.04.1996 | Андорра                          |
| 03.10.1997 | Бруней                           |
| 16.04.1998 | Сан-Томе і Принсіпі              |
| 13.05.1998 | Свазіленд                        |
| 24.09.1998 | Ліберія                          |
| 19.01.1999 | М'янма                           |
| 13.04.1999 | Демократична Республіка Конго    |
| 02.07.1999 | Гамбія                           |
| 17.09.1999 | Федеративні Штати Мікронезії     |
| 27.09.1999 | Тринідад і Тобаго                |
| 29.09.1999 | Вануату                          |
| 01.10.1999 | Беліз                            |
| 01.10.1999 | Нігер                            |
| 21.09.2000 | Домініканська Республіка         |
| 17.09.2002 | Гондурас                         |
| 03.02.2003 | Гвінея-Бісау                     |
| 27.09.2003 | Багамські Острови                |
| 27.09.2003 | Східний Тимор                    |

## Незалежна Україна
Після провалу серпневого заколоту посилились відцентрові настрої в українському суспільстві. Союзні органи влади втратили контроль над подіями у радянських республіках, а консервативні великодержавні сили були тимчасово деморалізовані, Компартія України опинилася під забороною. Більшість колишніх комуністів підтримали ідею незалежності. Соціально-економічне життя в СРСР восени 1991 р. стрімко погіршувалося і народні маси щиро сподівалися, що в самостійній Україні становище швидко поліпшиться, тому теж у переважній більшості підтримали незалежність. Світове співтовариство загалом позитивно поставилось до намагання радянських республік здобути незалежність і не заважало розпаду СРСР. Україна стала суверенною державою без кровопролиття, мирним шляхом.